# Veljun
Veljun is een plaats in de gemeente Slunj in de Kroatische provincie Karlovac. De plaats telt 114 inwoners (2001).